# Androctonus ajjer
Espèce
Androctonus ajjer est une espèce de scorpions de la famille des Buthidae.

## Distribution
Cette espèce est endémique de la wilaya de Djanet en Algérie. Elle se rencontre dans le Tassili n'Ajjer vers Eferi.

## Description
Le mâle holotype mesure 87,26 mm.

## Systématique et taxinomie
Cette espèce a été décrite par Ythier, Sadine, Alioua et Lourenço en 2025.

## Étymologie
Son nom d'espèce lui a été donné en référence au lieu de sa découverte, le massif du Tassili n'Ajjer.

## Publication originale
- Ythier, Sadine, Alioua & Lourenço, 2025 : « A new species of Androctonus Ehrenberg, 1828 from the Tassili n’Ajjer, Algeria (Scorpiones: Buthidae). » Faunitaxys, vol. 13, no 08, p. 1-8.